# Adria Cup 2022
Adria Cup 2022 byl třetí ročník přípravného turnaje před mistrovstvím světa v malém fotbale SOCCA 2022, který se konal v chorvatském hlavním městě Záhřeb v období od 22. do 23. dubna 2022. Účastnily se ho 3 týmy, které byly v jedné skupině a hrály systémem dvakrát každý s každým. Na turnaji se představilo Chorvatsko, Německo a Anglie. Na rozdíl od minulých ročníků se organizátoři rozhodli, že nepovolají čtvrtý celek, kterým býval tým z chorvatské futsalové ligy. Turnaj vyhrálo Německo.

## Stadion
Turnaj se hrál na jednom stadionu v jednom hostitelském městě: NC Zlatna lopta (Záhřeb).

## Zápasy
Čas každého zápasu je uveden v lokálním čase.

#### Tabulka
| Tým        | Z | V | R | P | VG | IG | +/− | B |
| ---------- | - | - | - | - | -- | -- | --- | - |
| Německo    | 4 | 3 | 0 | 1 | 16 | 8  | +8  | 9 |
| Chorvatsko | 4 | 3 | 0 | 1 | 14 | 6  | +8  | 9 |
| Anglie     | 4 | 0 | 0 | 4 | 6  | 22 | −16 | 0 |

| 22. dubna 2022 17:00                   |       | |                         |
| Anglie                                 | 3 : 5 | Německo                                                                                            | NC Zlatna lopta, Záhřeb |
| Tiago Andrade 4', 36' Alfie Rogers 47' |       | Julen Mediavilla 6' Kilian Seinsche 9' Nick Sitzenstock 18' Lucas Musculus 24' Jan Apolinarski 39' | NC Zlatna lopta, Záhřeb |

| 22. dubna 2022 18:55                                                        |       |                          |                         |
| Chorvatsko                                                                  | 4 : 1 | Anglie                   | NC Zlatna lopta, Záhřeb |
| Mario Crnčević 7' Edi Kurolt 14' Ante Pavličević 21' Tommy Taylor 28' (vl.) |       | Tiago Andrade 39' (pen.) | NC Zlatna lopta, Záhřeb |

| 22. dubna 2022 22:00                        |       |                                                             |                         |
| Chorvatsko                                  | 2 : 3 | Německo                                                     | NC Zlatna lopta, Záhřeb |
| Tomislav Haramustek 21' Mario Crničević 24' |       | Marvin Fricke 30' Nick Sitzenstock 33' Benedict Chandra 38' | NC Zlatna lopta, Záhřeb |

| 23. dubna 2022 9:30                                                                         |       |                  |                         |
| Chorvatsko                                                                                  | 6 : 1 | Anglie           | NC Zlatna lopta, Záhřeb |
| Tomislav Haramustek 15', 36' Ante Pavličević 18' Kristian Cianci 24' Davor Milanko 27', 32' |       | Alfie Rogers 40' | NC Zlatna lopta, Záhřeb |

| 23. dubna 2022 11:25         |       |                     |                         |
| Chorvatsko                   | 2 : 1 | Německo             | NC Zlatna lopta, Záhřeb |
| Tomislav Haramustek 22', 33' |       | Garrit Golombek 21' | NC Zlatna lopta, Záhřeb |

| 23. dubna 2022 13:25 |       | |                         |
| Anglie               | 1 : 7 | Německo | NC Zlatna lopta, Záhřeb |
| Arjun Jung 20+2'     |       | Benedict Chandra 5' Jan Apolinarski 9', 39' Tobias Haitz 19' Lucas Musculus 23' Julen Mediavilla 25' Marvin Fricke 33' | NC Zlatna lopta, Záhřeb |